# Edmond Coussieu
Edmond Coussieu (Bône, 16 avril 1899 - Mort pour la France le 15 juin 1941 au large dans le Djebel Kelb en Syrie) est un militaire français, Compagnon de la Libération. Fonctionnaire du trésor public en Afrique-Équatoriale française au moment où la Seconde Guerre mondiale éclate, il rallie les forces françaises libres et participe à la campagne du Gabon et à celle de Syrie au cours de laquelle il est tué au combat.

## Biographie

### Jeunesse et engagement
Edmond Coussieu naît le 16 avril 1899 à Bône, ancien nom de Annaba en Algérie. Son père étant juge d'instruction à Alger puis à Tunis, Edmond passe sa jeunesse dans ces deux villes. Il effectue son service militaire au 4e régiment de tirailleurs tunisiens à partir de 1918 et participe à la Troisième guerre du Maroc. Démobilisé en mars 1921 avec le grade de sergent, il reprend ses études et réussi le concours du Trésor public à la suite duquel il est nommé payeur des trésoreries coloniales en Afrique-Équatoriale française.

### Seconde Guerre mondiale
En poste à Brazzaville au moment du déclenchement de la Seconde Guerre mondiale, il refuse l'armistice du 22 juin 1940 et se rallie très vite aux forces françaises libres. En août 1940, aux côtés de Raymond Delange, il participe au ralliement du Congo français à la France libre puis, toujours sous les ordres du commandant Delange, il s'engage au Bataillon de marche no 1 au sein duquel il prend part à la campagne du Gabon. Il est ensuite engagé dans la campagne de Syrie à partir du 8 juin 1941. Le 15 juin suivant, alors que son unité combat sur le Djebel Kelb, Edmond Coussieu est mortellement touché par les balles ennemies. Il est inhumé à Damas.

## Décorations
|  |  |  |

| Chevalier de la Légion d'honneur | Chevalier de la Légion d'honneur | Compagnon de la Libération | Compagnon de la Libération | Croix de guerre 1939-1945 Avec palme | Croix de guerre 1939-1945 Avec palme |